# Bad Girl (singel Madonny)
Bad Girl – trzeci singiel Madonny z albumu Erotica (1992).
Utwór zebrał pozytywne recenzje od krytyków muzycznych, a niektórzy z nich zauważyli odejście od wysoce seksualnego wizerunku Madonny tamtych czasów. W recenzjach retrospektywnych jest obecnie uważany za jeden z jej najlepszych i najbardziej niedocenianych singli.

## Osiągnięcia
Pod względem komercyjnym „Bad Girl” spotkała się ze średnim przyjęciem. W Stanach Zjednoczonych utwór osiągnął 36. miejsce, stając się pierwszym singlem Madonny, który nie znalazł się w pierwszej trzydziestce ani w pierwszej dwudziestce listy Billboard Hot 100, przerywając dobrą passę 20 najlepiej notowanych singli, która rozpoczęła się od „Holiday” (1983), a zakończyła na „Deeper and Deeper” (1992). Singiel radził sobie lepiej w Wielkiej Brytanii, gdzie dotarł do pierwszej dziesiątki, oraz w Ekwadorze, Islandii i Włoszech, gdzie dotarł do pierwszej trójki list przebojów.

## Teledysk
Teledysk towarzyszący utworowi był ostatnią współpracą Madonny z reżyserem Davidem Fincherem. Piosenkarka wciela się w Louise Oriole, atrakcyjną, odnoszącą sukcesy zawodowe bizneswoman z Manhattan, która uprawia przygodny seks z mężczyznami, do momentu w którym zostaje zamordowana przez jednego z nich. Christopher Walken wcielił się w rolę jej anioła stróża, obserwując z oddali jej poczynania. Wideoklip zebrał pozytywne recenzje, a krytycy uznali go za jeden z najlepszych w dorobku Madonny, a także zwrócili uwagę na tropy i odniesienia, które Fincher miał zamiar wykorzystać w swoich przyszłych dziełach.

## Wykonania na żywo
Madonna wykonała „Bad Girl” po raz pierwszy podczas wizyty w programie Saturday Night Live w styczniu 1993. Po trzydziestu latach zaśpiewała utwór ponownie podczas trasy The Celebration Tour (2023).